# Watchkeeper WK450
Watchkeeper WK450 – brytyjski, bezzałogowy aparat latający (UAV - Unmanned Aerial Vehicle) opracowany na bazie izraelskiego Hermesa 450.

## Historia

### Geneza

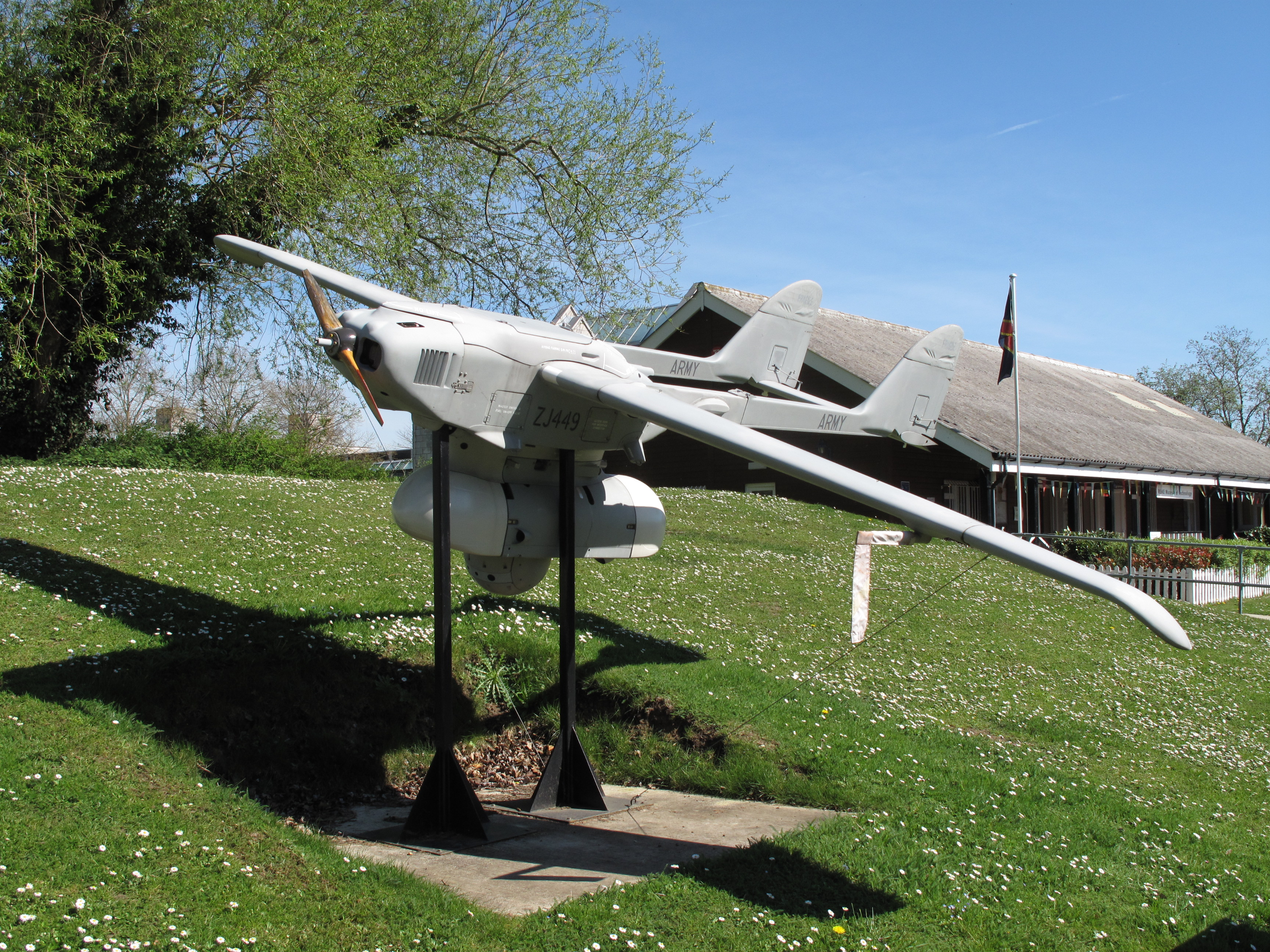
BAE Systems Phoenix

Do niedawna podstawowym typem bezzałogowego aparatu latającego wojsk lądowych Wielkiej Brytanii był BAE Systems Phoenix. Samolot ten jednak trapiony był licznymi problemami technicznymi i nie spełniał wszystkich stawianych przed nim wymagań. 31 marca 2008 roku aparaty zostały ostatecznie wycofane z arsenałów Wielkiej Brytanii. W przeprowadzonym w 1998 roku Strategicznym Przeglądzie Obronnym, opierając się na doświadczeniach zebranych po zakończeniu zimnej wojny i konfliktach w jakich brały udział od tego czasu brytyjskie siły zbrojne, nakreślono nowy kierunek zmian, w którym powinna podążać brytyjska armia. Siły przystosowane do wzięcia udziału w pełnoskalowym konflikcie z armiami państw Układu Warszawskiego powinny zmienić swoją strukturą w kierunku sił ekspedycyjnych. W tego typu strukturze, niebagatelną rolę odgrywa szybkie, elastyczne i skuteczne rozpoznanie. Doświadczenia zebrana podczas eksploatacji Phoenixa zaowocowały uruchomieniem dwóch nowych programów pozyskania bezzałogowych aparatów latających mającym sprostać nowym oczekiwaniom - Sender i Spectator. Sender miał charakteryzować się zasięgiem rzędu 30 km, działać na szczeblu batalionu, być wyposażonym w głowicę elektrooptyczną a w wersji rozszerzonej, być zdolnym do wykrywania min i systemów walki elektronicznej. Z kolei Spectator, miał być zdolny do głębokiego rozpoznania rzędu 150 km i realizowania misji na szczeblu dywizji. Miał posiadać bogatsze wyposażenie rozpoznawcze, pozwalające na realizację zadania w gorszych warunkach atmosferycznych. W skład wyposażenia miały wchodzić systemy elektrooptyczne oraz radar z syntetyczną aperturą. Wstępne plany zakładały pozyskanie obydwu aparatów w 2008 roku. Do wzięcia udziału w programie Sender zaproszono firmy Aérospatiale-Matra, Bell Textron, GKN Westland, Hunting, Thomson-CSF, Racal, Matra BAe Dynamics, Northrop Grumman, Lockheed Martin, Raytheon, TRW Inc.. Jednak już w 2000 roku oba programy połączono w jeden o kryptonimie Watchkeeper.

### Projekt

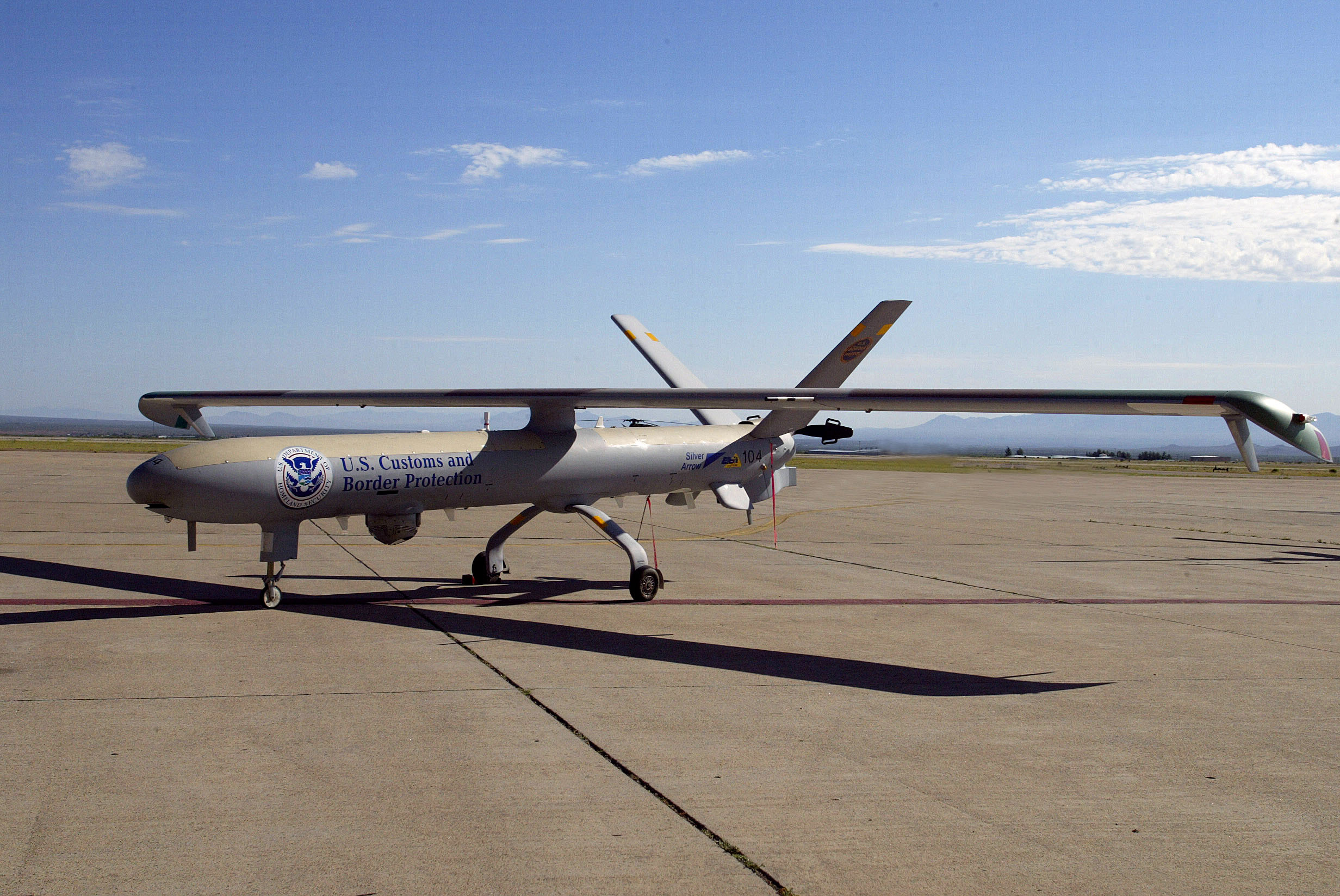
Hermes 450

Program budowy nowego bezzałogowego samolotu rozpoznawczego Watchkeeper zakładał zbudowanie systemu zdolnego do realizacji szerokiego spektrum działań. Chociaż głównym odbiorcom miały zostać siły lądowe, to przewidziano realizacje misji na rzecz pozostałych rodzajów sił zbrojnych. Lotnictwa, celem oceny zniszczeń lub wskazywania celów oraz marynarki - realizacja zadań patrolowych w strefie przybrzeżnej. Już w 2000 roku, brytyjskie Ministerstwo Obrony przyznało fundusze na realizację prac studialnych czterem podmiotom. Były to Lockheed Martin, który rozpoczął prace nad EADS Eagle i Meggitt Spectre 3, Northrop Grumman z ADS 95 Ranger i RQ-8A Fire Scout, BAE z RQ-1 Predator i RQ-7 Shadow oraz Thomson Racal Defence z izraelskimi Elbit Hermes 450 i Elbit Hermes 180. W 2001 roku zrewidowano oczekiwania względem wejścia do służby nowej konstrukcji, przesuwając termin na 2005 rok i 2007 rok jako datę osiągnięcia pełnej gotowości operacyjnej. W 2002 roku, w ramach fazy oceny propozycji, Ministerstwo Obrony przyznało kolejne środki na prowadzenie dalszych prac dotychczasowym uczestnikom aby w 2003 roku wybrać dwóch finalistów programu, firmy Northrop Grumman razem ze szwajcarskim RUAGiem AG z bezzałogowym śmigłowcem RQ-8A i aparatem ADS 95 Ranger oraz Thales UK, który wraz z izraelskim Elbitem zaproponowali samoloty Hermes 450 i mniejszy Hermes 180. Podczas międzynarodowych pokazów lotniczych w Farnborough w lipcu 2004 roku ogłoszono zwycięzcę konkursu, którym został Thales UK. 4 sierpnia 2005 roku Ministerstwo Obrony Wielkiej Brytanii podpisało kontrakt na produkcję systemu ISTAR (Intelligence, Surveillance, Target Acquisition and Reconnaissance czyli wywiad, obserwacja, kierowanie ogniem, rozpoznanie), którego głównym komponentem został bezzałogowy aparat latający Watchkeeper WK450.  Kompleks ISTAR - Watchkeeper wchodzi w skład brytyjskiego systemu sieciocentrycznego pola walki (Network Enabled Capability - NEC). W kwietniu 2005 roku zrezygnowano z włączenia do programu Watchkeeper mniejszego z samolotów Elbita, Hermesa 180. Zamiast tego zapadła decyzja o takim zmodyfikowaniu większego Hermesa 450 aby mógł on przenosić ładunek w dwóch oddzielnych komorach, realizując również zadania pierwotnie przeznaczone dla mniejszego samolotu. Takie rozwiązanie zmniejszało również koszty całego projektu. 28 października 2005 roku Thales UK oraz Elbit Systems powołały spółkę UAV - Tactical Systems w celu opracowania, testowania i produkcji nowego aparatu. W czerwcu 2007 roku sprecyzowano wymagania jakie musi spełniać nowy bezzałogowy aparat. W porównaniu z bazowym Hermesem 450 nowy samolot miał przenosić więcej niż jeden typ czujników, zastosowany został system autonomicznego startu i lądowania Magic Atol, zwiększeniu uległ zapas paliwa, zabudowano instalacje odladzającą skrzydła, wzmocniono podwozie, uproszczono procedury eksploatacji i obsługi W 2005 roku Thales zaprezentował podstawowy zestaw czujników jaki miał się znaleźć na pokładzie aparatu. Zaplanowano wykorzystanie elektrooptycznej głowicy obserwacyjnej CoMPASS, którą w późniejszym okresie mogła zastąpić nowsza głowica FLIR 380HDc EO/IR oraz radar Thales I-Master. W swój dziewiczy lot Watchkeeper wzniósł się 16 kwietnia 2008 roku na Megido w północnym Izraelu. Od czerwca 2009 do sierpnia tego samego roku trwały testy mające sprawdzić funkcjonowanie całego aparatu w locie. łącza wymiany danych, automatycznego startu i lądowania, pracy systemów kontroli lotów, oprogramowania naziemnej stacji kontroli misji, systemów rozpoznania. 10 kwietnia 2010 roku doszło do pierwszego lotu samolotu w brytyjskiej przestrzeni powietrznej. W sierpniu 2011 roku podczas przeprowadzonego testu długotrwałości lotu aparat utrzymywał się w powietrzu przez 14 godzin i osiągnął maksymalny pułap lotu 4300 metrów. Wielka Brytania zamówiła 54 aparaty oraz 15 naziemnych stanowisk kontroli lotu (w tym 13 liniowych i dwie przeznaczono do celów szkoleniowych). 
W 2014 roku Thales rozpoczął promocję aparatu w Polsce, nie ograniczając się tylko do potencjalnej sprzedaży samego aparatu ale będąc również przygotowanym na współpracę naukowo techniczną z polskimi firmami zaangażowanymi w budowę bezzałogowych samolotów.

### Służba
5 marca 2014 roku WK450 został oficjalnie przyjęty na uzbrojenie. Początkowo WK450 miały się znaleźć na stanie dwóch pułków, 32nd Regiment Royal Artillery oraz 47th Regiment Royal Artillery. Pierwszy z nich, miał duże doświadczenie w wykorzystywaniu Phoenixów jak również izraelskich Hermesów 450. Te drugie znalazły się w brytyjskiej służbie z powodu ograniczeń jakim podlegały Phoenixy, nie radzące sobie w trudnym terenowo, wysokogórskim i gorącym klimacie Afganistanu. Nie mając jeszcze dostępu do Watchkeepera, w ramach podpisanej w 2007 roku umowy, wypożyczono aparaty Hermes 450. Program ich użycia otrzymał nazwę Lydian. Aparaty znalazły się w linii już w miesiąc po zawarciu umowy, początkowo w Iraku a w sierpniu 2007 roku w Afganistanie. 29 września 2014 roku, brytyjskie Ministerstwo Obrony ogłosiło, iż aparat został wysłany do Afganistanu gdzie w ramach 43 Battery, 47 Regiment Royal Artillery stacjonującego w Camp Bastion, ma wspierać działania brytyjskich żołnierzy podczas działań w tym kraju. Również w marcu 2014 roku, brytyjski wojskowy nadzór lotniczy (Military Aviation Authority) oraz jego cywilny odpowiednik (Civil Aviation Authority), wydały pozwolenie na wykonywanie przez aparat lotów w kontrolowanej przestrzeni powietrznej Wielkiej Brytanii. WK450 był pierwszym aparatem bezzałogowym w Europie, który uzyskał tego typu pozwolenie. 29 września 2014 roku, brytyjskie Ministerstwo Obrony poinformowała, iż znajdujący się w Afganistanie aparat, wykonał pierwsze loty operacyjne. Głównym zadaniem samolotów w Afganistanie były misje związane ze wsparciem operacji wycofywania sił brytyjskich z tego kraju. Do Afganistanu przerzucono trzy aparaty, które przeprowadziły 27 misji. W 2015 roku przeprowadzono strategiczny przegląd obronny mający na celu ocene kondycji stanu brytyjskich sił zbrojnych oraz wskazanie głównych kierunków, w których miały one zmierzać. Jednym z wniosków płynących z audytu była decyzja o przeniesieniu wszystkich samolotów WK450 do jednego pułku 47th Regiment Royal Artillery. Z kolei w 32nd Regiment Royal Artillery znalazły się inne bezzałogowe aparaty latające używane w brytyjskiej armii, amerykańskie Lockheed Martin Desert Hawk. W lutym 2019 roku, brytyjskie Ministerstwo Obrony oficjalnie potwierdziło, iż 30 listopada 2018 roku, aparaty WK450 osiągnęły pełną gotowość operacyjną. Wstępnie planowano osiągnąć ten etap na początku 2018 roku, seria katastrof w jakich wziął udział WK450 wydłużyły czas prób w locie, czego efektem było opóźnienie. 

## Potencjał eksportowy
Na odbywającym się w dniach 19 - 25 czerwca 2017 roku Międzynarodowym Salonie Lotniczym w Paryżu Thales poinformował, iż doszedł do porozumienia z Polską Grupą Zbrojeniową w sprawie zaoferowania Wojsku Polskiemu aparatu Watchkeeper w ramach programu o kryptonimie „Gryf”, pozyskania taktycznych BSP średniego zasięgu. Maszyny pozyskanie w ramach programu Gryf”, miałyby być zdolne do realizacji zadań rozpoznawczo-bojowych na szczeblu związku taktycznego oraz do wykonywania misji uderzeniowych, niszczenia wykrytych i zidentyfikowanych celów za pomocą przenoszonego kierowanego i niekierowanego uzbrojenia. Porozumienie przewiduje daleko posuniętą polonizację bezzałogowca sięgającą 70% oraz w przyszłości, udział polskich zakładów przemysłowych w produkcji elementów systemu skierowanych na rynki trzecie. Polski Plan Modernizacji Technicznej na lata 2013-2022 zakładał pozyskanie sześciu klas bezzałogowych systemów powietrznych. Jedną z klas miał reprezentować bezzałogowy aparat średniego zasięgu, zdolny do prowadzenia rozpoznania w misji o promieniu 200 km oraz przenoszenia niekierowanego uzbrojenia. Plan zakładał pozyskanie tuzina zestawów "Gryf", w skład każdego miały wchodzić cztery bezzałogowe aparaty. Pierwotne plany zakładały podpisanie umowy w drugiej połowie 2016 roku a rok później uruchomione zostaną dostawy. Całość dostaw miała zostać zrealizowana do 2022 roku.
Watchkeeper WK450 wziął udział we francuskim konkursie na nowy, bezzałogowy system rozpoznania taktycznego (Système de Drones Tactiques). 1 stycznia 2016 roku, Direction générale de l'armement (dyrekcja generalna ds uzbrojenia - DGA) oraz Dowództwo Sił Lądowych Francji wybrały produkt firmy SAGEM i jego SAGEM Patroller rezygnując tym samym z brytyjskiego bezzałogowca.
21 grudnia 2022 roku Elbit Systems Ltd zawarł umowę ramową z rumuńskim Ministerstwem Obrony Narodowej, której celem był zakup przez Rumunię systemu Watchkeeper X, będącego eksportową wersją WK450. 21 czerwca 2023 roku Elbit poinformował, iż otrzymał pierwsze zamówienie na dostawę pierwszych trzech (z maksymalnie siedmiu) systemów Watchkeeper X. Pojedynczy system zawiera stacje kontrolną oraz trzy aparaty latające. Watchkeeper X obok klasycznych misji rozpoznawczych, ma mieć możliwość wykonywania misji uderzeniowych przy użyciu amunicji kierowanej.

## Konstrukcja

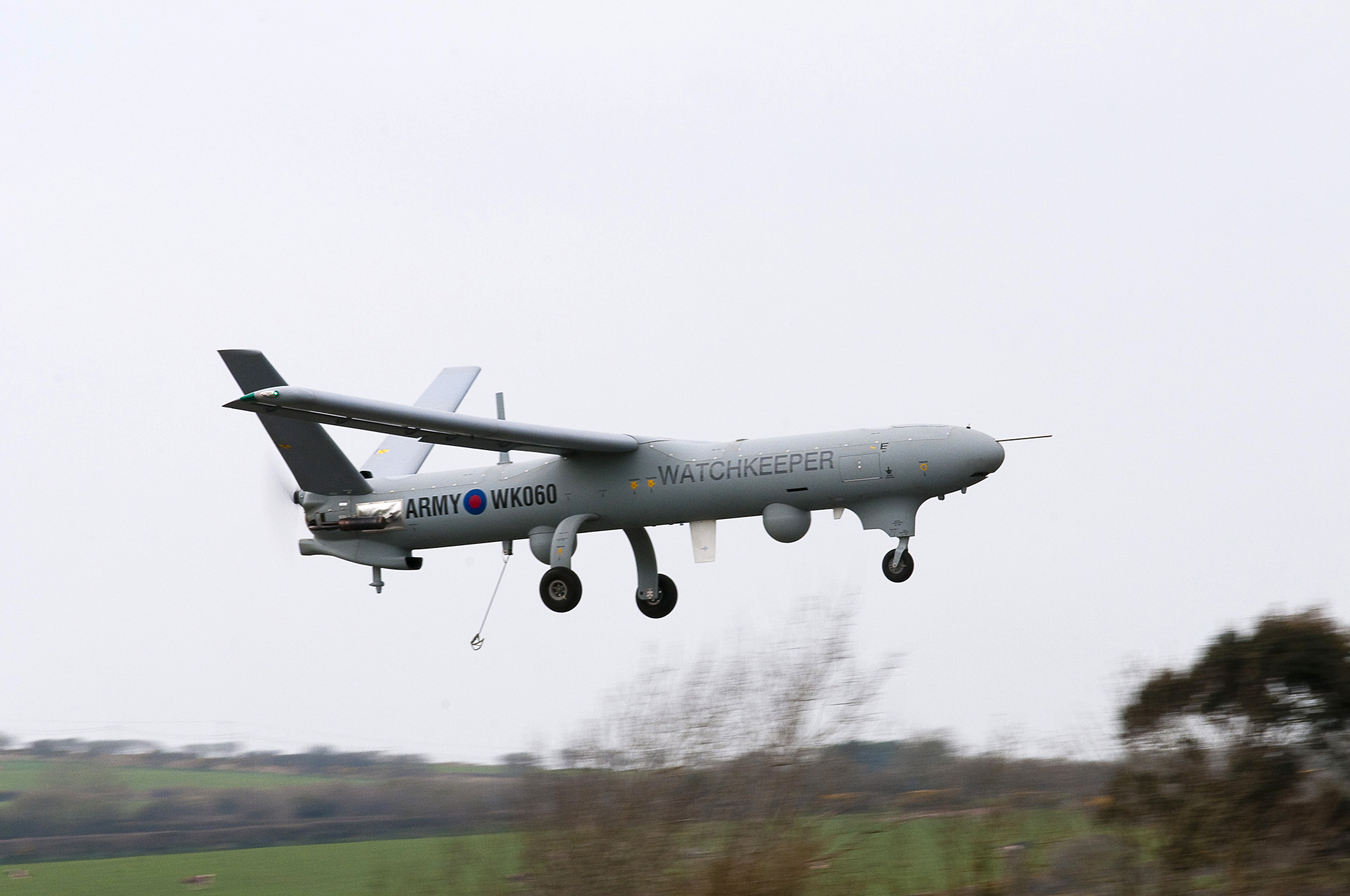
Watchkeeper WK450

Watchkeeper WK450 wizualnie prawie nie różni się od Hermesa 450. Maszyna jest górnopłatem z usterzeniem motylkowym i konstrukcji całkowicie kompozytowej. W tylnej części kadłuba zamontowany jest chłodzony wodą silnik z tłokiem obrotowym UEL AR-801 napędzający dwułopatowe śmigło pchające.  Do kadłuba zamocowane jest trójgoleniowe podwozie nie chowane podczas lotu. Jego konstrukcja umożliwia operowanie z przygodnych, gruntowych lądowisk. Samolot posiada system Thales Magic ATOL, wyposażony między innymi w radar pracujący w paśmie X, służący do realizacji automatycznego startu i lądowania, nawet w warunkach zerowej widzialności. W skład wyposażenia aparatu wchodzi radar Thales I-Master, radar pracujący w trybie SAR - Synthetic Aperture Radar - radar z syntetyczną aperturą oraz trybie Ground Moving Target Indicator (GMTI). Radar daje możliwość wykrywania i śledzenia celów naziemnych, ruchomych i nieruchomych na dystansie do 20 km, zarówno pojazdów jak i ludzi. Wykrycie większych obiektów powierzchniowych może nastąpić już z odległości 37 km. Radiolokator pracuje w paśmie Ku (10 - 18 GHz), rozdzielczość radaru w trybie SAR wynosi od 30 cm do 3 metrów. Jeden z trybów przewiduje pracę radaru w obserwacji 360° przestrzeni naokoło aparatu. Tryb SAR umożliwia prowadzenie obserwacji w warunkach utrudnionej/dalece ograniczonej widoczności. Głowica elektrooptyczna Elbit CoMPASS IV, w której skład wchodzi kamera światła dziennego, kamera pracująca w podczerwieni w paśmie 3 - 5 μ oraz 8 - 12 μ, dalmierz laserowy/wskaźnik celów. Jeśli przenoszone są razem obydwa zestawy to radar montuje się w głowicy umieszczonej za skrzydłami a głowicę  elektrooptyczną w przedniej części kadłuba. Istnieje możliwość współpracy pomiędzy obydwoma zestawami czujników, cele wykryte radarem są identyfikowane przez kamery zamontowane w głowicy elektrooptycznej. Dane z rozpoznania są w czasie rzeczywistym przesyłane do naziemnego stanowiska kontroli lotu za pomocą łącza wymiany danych Qubic Common Data-Link o zasięgu rzędu 200 km. Łącze jest kompatybilne z pozostałymi systemami wykorzystywanymi przez państwa NATO. Jego zasięg można zwiększyć poprzez wykorzystanie retranslatora, którym może być inny WK450. Przy zasięgu rzędu 150 km, łącze dysponuje przepustowością na poziomie 11 Mb/s. Do przesyłania danych można wykorzystać również łącze satelitarne. Na pokładzie samolotu znajduje się również wielopasmowa radiostacja PRC6809. Maszyna, w odróżnieniu od swojego izraelskiego odpowiednika posiada instalację przeciwoblodzeniową skrzydeł, szczególnie ważną w europejskim klimacie. W przypadku utraty łączności z aparatem, może on samodzielnie wykonać lot do zadanego punktu lub zaprogramowane przez misją lotnisko docelowe. Aparat przystosowany jest do pracy w brytyjskiej sieci przesyłania danych.
Stanowisko kontroli aparatu mieści się w standardowym 20 stopowym kontenerze i obsługiwane jest przez czterech ludzi. Dwóch pilotów, kontrolujących aparat oraz dwóch specjalistów analizujących zebrane dane. Pojedyncza załoga może mieć pod swoją kontrolą jednorazowo trzy aparaty. Stanowiska kontroli współpracujące w sieci mają możliwość wzajemnej wymiany danych. Samolot może być transportowany w częściach w kontenerze, mieszczącym dwa rozłożone aparaty, na pokładzie C-130.

## Uzbrojenie
Podstawowym zadaniem brytyjskiej wersji WK450 jest obserwacja. Maszyny nie są przystosowane do przenoszenia uzbrojenia. Tym niemniej, producent z własnej inicjatywy prowadzi badania i testy nad integracją aparatu z wybranymi systemami. Jednym z nich jest lekka, kierowana bomba szybująca FreeFall Lightweight Multirole Missile (FF LMM). Bomba jest zmodyfikowaną, pozbawioną napędu wersją lekkiego pocisku rakietowego Lightweight Multirole Missile. Bomba otrzymała nowe, przednie, powiększone powierzchnie sterowe, dzięki którym, przy zrzucie z wysokości około 3000 metrów ma dysponować zasięgiem rzędu 4000 metrów. Masa bomby została zredukowana do około 6 kg. Naprowadzana jest dzięki kombinowanemu układowi nawigacji bezwładnościowej/Global Positioning System a w końcowej fazie ataku, półaktywnemu laserowemu systemowi naprowadzania. Bomba posiada dwukilogramową głowicę bojową, kumulacyjno-odłamkową z zapalnikiem mogącym inicjować wybuch w momencie uderzenia w cel, przed celem lub ze zwłoką. Aparat jest w stanie przenosić cztery FF LMM na dwóch podwójnych belkach.